# Schefflera fantsipanensis
Schefflera fantsipanensis är en araliaväxtart som beskrevs av Bui. Schefflera fantsipanensis ingår i släktet Schefflera och familjen araliaväxter.
Artens utbredningsområde är Vietnam. Inga underarter finns listade.